# Mehring, Rheinland-Pfalz
Mehring, Rheinland-Pfalz är en kommun och ort i Landkreis Trier-Saarburg i förbundslandet Rheinland-Pfalz i Tyskland. Motorvägen A1 passerar inte långt ifrån Mehring och förbundsvägen B53 passerar rakt igenom. Mosel flyter rakt igenom Mehring.
Kommunen ingår i kommunalförbundet Verbandsgemeinde Schweich an der Römischen Weinstraße tillsammans med ytterligare 18 kommuner.